# Conall Cernach
Conall Cernach ['konaL 'kʴernax] („Conall der Siegreiche“, „der Behornte“ [?], „der Eckige [?]“) ist in der keltischen Mythologie ein Sagenheld aus dem historischen irischen Königreich Ulster und der Milchbruder des größten Ulster-Helden Cú Chulainn (siehe auch Compert Con Chulainn). Über die Stammmutter des „Roten Zweiges der Helden“, Maga aus dem Geschlecht der Túatha Dé Danann, ist er mit den alten Göttern verwandt. Sein Vater ist Amairgin mac Ecit Salaig, seine Mutter Finncháem, die Tochter des Druiden Cathbad.

## Mythologie
Conalls schwangere Mutter verschluckte beim Trinken aus einer Zauberquelle einen Wurm. Dieser bohrte sich durch die Hand des Ungeborenen und Conall hielt ihn bei der Geburt umklammert. Dies verbindet ihn mit Conchobor und Cernunnos, von denen dasselbe erzählt wird. Bei einem späteren Kampf wurde ihm sein Kopf „eckig“ geschlagen, daher sein Beiname. Auch hatte er so kräftiges Haar, dass Haselnüsse darauf stecken blieben. 
In der Sage Táin Bó Froích („Das Wegtreiben von Froechs Rindern“) wird die besondere Beziehung des Helden Conall zu Schlangen wieder gezeigt, denn er kann in eine von einer Schlange bewachte Burg eindringen, ohne dass diese ihn angreift, sie schläft sogar ruhig in seinem Gürtel. Warum sich dies ausgerechnet in den Alpen im Langobardenreich zugetragen haben soll, ist allerdings bis heute nicht erforscht.
Am Tode von König Conchobor ist Conall Cernach indirekt mitbeteiligt, wie die Sage Aided Chonchobuir („Conchobars Tod“) erzählt. Er hatte in der Schlacht von Étar (Cath Étair) einem seiner Feinde namens Mes Gegra den Kopf abgeschlagen und seinem Wagenlenker zum Tragen gegeben. Als dieser über das hohe Gewicht des Schädels klagte, befahl ihm Conall:
„So nimm das Gehirn heraus. Zerschneide es mit dem Schwert, dann mische Kalk darunter und forme einen Ball daraus.“
Am Hofe Conchobors spielten zwei Narren mit dieser steinharten Kugel, bis ein Feind des Königs namens Cet mac Mágach sie ihnen wegnahm und auf Conchobor schleuderte. Der Gehirnball drang zu zwei Dritteln in seinen Schädel ein und er starb schließlich daran.
In den Sagen Scéla mucce Meic Dathó („Die Geschichte von Mac Dathós Schwein“) und Aided Cheit maic Mágach („Der Tod des Cet mac Mágach“) stritt der obengenannte Connacht-Krieger Cet mac Mágach mit Conall um den Heldenbissen, nachdem er schon Conalls Ziehsohn, Cúscraid Menn Macha, gedemütigt hatte. Der schwächere Cet gab schließlich nach, behauptete aber, dass sich Conall sicher vor dem Helden Anlúan fürchten würde, wenn dieser anwesend wäre.
„Aber er ist ja da!“ rief Conall, nahm Anlúans Kopf aus seinem Sack und warf ihn so heftig gegen Cets Brust, dass eine Mundvoll Blut über seine Lippen spritzte.
Dann setzte sich Conall Cernach zum gebratenen Schwein und nahm sich den besten Bissen, nur die Vorderfüße ließ er den Connachtern. Das führte zu einem Kampf mit vielen Toten und einem Blutstrom, der durch die Tür floss.
Ebenfalls um den Heldenbissen geht es in Fled Bricrenn („Bricrius Fest“) und in König Cú Roís Burg Cathair, wo er mit Cú Chulainn und Loegaire Buadach um diese Ehre streitet, sich aber geschlagen geben muss.
Einzig Cú Chulainns Sohn Connla muss er sich in der Sage Aided Oenfir Aífe („Der Tod von Aoifes einzigem Sohn“) geschlagen geben. Im zweiten Teil der Erzählung Aided Chon Culainn („Der Tod Cú Chulainns“) wird berichtet, wie er den Tod seines Ziehbruders Cú Chulainn an den Mördern Lugaid Lága und Erc mac Cairbri Niad-Fer rächt, nachdem ihn dessen Lieblingspferd Liath Macha zur Leiche geführt hatte. Er soll später Fedelm Noíchride, die Mutter Erc mac Cairbri Niad-Fers, geheiratet haben.
Wie alle keltischen Helden hatte auch Conall eine geis, er musste immer nach dem Durchqueren einer Furt warten, bis das Wasser wieder klar geworden war.
Nach seinem Tode wird sein riesiger Schädel als Reliquie aufbewahrt, aber nach Munster verschleppt. Eine Prophezeiung besagt jedoch, er werde wieder nach Ulster zurückgebracht werden und die Ulter würden dann die ihnen zur Strafe gegebene „Schwäche vor dem Kampfe“ verlieren, wenn sie aus dem mit Milch gefüllten Schädel tränken.

## DieVisio Tundali
In der Visio Tundali oder Visio Tnugdali („Die Vision Tundals“), einem Jenseitsbericht des irischen Mönches Marcus, einem Inklusen des Schottenklosters von Regensburg, aus dem Jahre 1149 ist ein Vorbild für die Divina Commedia von Dante Alighieri zu sehen. Die beiden Sagenhelden Conall Cernach und Fergus mac Róich müssen hier in der „Hölle der Gierigen“ dem seelenfressenden Ungeheuer Acharon für alle Ewigkeiten als Kiefersperren in seinem riesigen Maul dienen.